# 이상수 (격투기 선수)
이상수는 대한민국의 종합격투기 선수다.